# Fijian Broadcasting Corporation
Fijian Broadcasting Corporation (с англ. — «Фиджийская вещательная корпорация»), сокращённо FBC — одна из двух радиовещательных сетей Фиджи. В текущем виде существует с 1 июля 1954 года.

## История
Образована в 1935 году под названием «Вещательная комиссия Фиджи» (англ. Fiji Broadcasting Commission), занималась радиовещанием по лицензии от Департамента почты и телеграфа (англ. Posts and Telegraphs Department), имела радиопозывной ZJV. В конце 1952 был принят Закон о комиссии по радиовещанию (англ. Broadcasting Commission Bill), в июне 1953 года были назначены её члены, а 1 июля 1954 года в рамках церемонии открытия началось радиовещание первой программы.
В январе 1998 года комиссия в рамках реформы общественного сектора была переименована в корпорацию Island Networks Corporation Limited, а в июне 1999 года новое правительство утвердило новое наименование корпорации — Fiji Broadcasting Corporation Limited.
В распоряжении FBC находятся шесть радиостанций: по две из них вещают на английском, фиджийском и хинди. 25 ноября 2011 года началось вещание телеканала FBC TV, принадлежащего корпорации.
Должность CEO в компании занимал Рияз Сайед-Хайюм (англ. Riyaz Sayed-Khaiyum), в прошлом тележурналист. В ноябре 2019 года утверждено новое название корпорации Fijian Broadcasting Corporation.

## Радиостанции
- Radio Fiji One[англ.] (фиджийский)
- Bula FM[англ.] (фиджийский)
- Radio Fiji Two[англ.] (хинди)
- Mirchi FM[англ.] (хинди)
- Gold FM[англ.] (английский)
- 2Day FM[англ.] (английский)
- FBC TV (хинди, фиджи, английский)
- FBC 2[англ.]
- FBC Sports[англ.]

Радиостанции Radio Fiji One и Radio Fiji Two — общественные радиовещатели, которые управляются в соответствии с контрактом между FBC и Правительством Фиджи. Правительство имеет право выкупать эфирное время на радиостанциях, а также финансирует их. Остальные четыре радиостанции — коммерческие, финансируются за счёт рекламы.

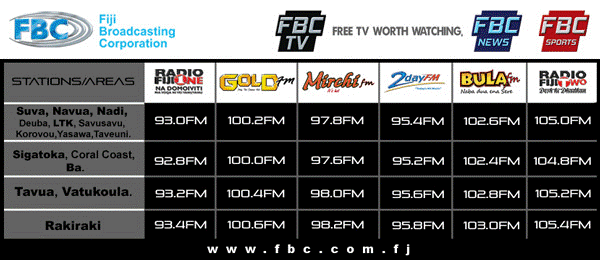
Частоты вещания радиостанций FBC по регионам Фиджи